# 当代文化研究中心
当代文化研究中心（英語：Centre for Contemporary Cultural Studies，CCCS）是英国伯明翰大学的一所研究中心。它由斯圖亞特·霍爾和第一任主任理查德·霍加特于1964年创立。1964-2002年间，它在文化研究领域的发展中有着重要地位。

## 历史
该中心即文化研究领域内著名的伯明翰学派，或更笼统地说，是“英国文化研究”的中心。在第一任主任理查德·霍加特于1968年离职后，该中心由斯圖亞特·霍爾（1969 – 1979）领导。其继任者是理查德·约翰逊（Richard Johnson，1980 – 1987）。当代文化研究中心的文化和政治研究方法和英国战后历史发展息息相关：反斯大林主义的新左派的兴起；二战后英国成人教育的推广；1945年后数十年英国流行文化的“美國化”和大众传播的发展；英国社会多元文化主義的兴起；以及符號學和結構主義等新批评方法在英国学术界的影响。该中心受到各种思潮影响（女性主義、結構主義、马克思主义——尤其是路易斯·阿尔都塞和安东尼奥·葛兰西的作品、社会学、批判性种族理论和後結構主義），在几十年的发展过程中，创立了各种方法来进行文化研究，其中包括：意识形态分析、工人阶级文化和亚文化研究、媒体受众的角色、女性主义文化研究、国家政治中的霸权斗争，以及种族在社会和文化进程中的地位。该中心出版的著名书籍包括：《Off-Centre: Feminism and Cultural Studies》、《通过仪式抵抗》、《帝国反击战》、《Border Patrols: Policing the Boundaries of Heterosexuality》等。中心的发展史记载于该中心1973-1988年间发表的一系列模版印刷论文。为纪念CCCS成立50周年，伯明翰大学与该中心的历任成员（包括Richard Johnson、Stuart Hall和Michael Green）合作，在位于伯明翰的Cadbury研究图书馆建立了CCCS相关资料档案。

## 知名成员
该中心进行了许多重要研究，培养了不少杰出研究人员和学者。斯圖亞特·霍爾于1968年成为该中心的主任，提出了开创性的传播的编码/解码模型。特别值得一提的是集体研究的成果《监控危机》（Policing the Crisis，1978）， 这是一项针对“抢劫”（街头暴力）的法律和秩序运动的研究。它预示了1980年代玛格丽特·撒切尔领导的保守党政府的许多法律和秩序话题。大卫·莫利（David Morley）和夏洛特·布伦斯登（Charlotte Brunsdon）在《全国项目》（The Nationwide Project）中开创了该中心的实证研究方法。
理查德·约翰逊（Richard Johnson）后来担任该中心的主任，并鼓励研究社会和文化历史。该中心的工作人员包括著名文化和科学理论家莫林·麦克尼尔（Maureen McNeil），专注于中部地区媒体、文化政策和区域文化的迈克尔·格林（Michael Green），以及文化和媒体领域的安·格雷（Ann Gray）。

## 关闭
新成立的文化研究和社会学系在2002年突然意外地关闭，大学的高层管理称此举为“重组”。解散新部门的直接原因是其在英国2001年科研评估（RAE）的结果出乎意料地差，而该大学的一位院长认为关闭的决策是“缺乏经验的‘大男子主义管理’”的结果。学生和教职工发起了拯救学院运动，在全国媒体上引起了广泛关注，世界各地的前校友寄来大量支持信件，但运动未能成功。该院系14名教职员工中，有4名被“保留”，数百名学生（当时有近250名本科生和研究生，其中许多来自国外）被转移到其他系。在随后的争执中，多数部门员工离职。